# Simon Katz (Bankier)
Simon Katz (geboren vor 1870; gestorben nach 1935) war ein deutscher Bankier.

## Leben
Simon Katz wirkte im 20. Jahrhundert als Privatbankier in Hannover.
Am 4. Oktober 1890 war Katz Eigentümer der Immobilie Schillerstraße 24, Ecke Große Packhofstraße geworden. In dem Gebäude unterhielt er das nach ihm benannte Bankgeschäft Simon Katz, vermietete andere Gewerbeflächen und Wohnungen aber auch an andere Unternehmer und Privatpersonen; das Hinterhaus beispielsweise an die Hutfabrik Gebrüder Germann.
Während des Ersten Weltkrieges wohnte er im Jahr 1915 privat im Haus Königstraße 23, während er beruflich unter anderem als Aufsichtsratsvorsitzender die Geschicke des Eisenwerks Wülfel, der Hannoverschen Brodfabrik in Linden sowie der Thonwarenfabrik A.-G. in Bad Oeynhausen leitete. Als stellvertretender Vorsitzender des Aufsichtsrats wirkte er zu dieser Zeit für die Hannoverschen Gummi-Werke „Excelsior“ A.-G. in Hannover-Linden sowie parallel dazu als Mitglied im Aufsichtsrat der hannoverschen Centralheizungswerke AG sowie der Färberei Glauchau Aktiengesellschaft in Glauchau in Sachsen.
Seine Tochter Gertrude Katz, genannt Trude, heiratete den in Berlin tätigen Bankier Paul Hartog, der zur Zeit des Nationalsozialismus im Zuge der „Arisierungen“ als Gesellschafter aus seinem Bankhaus hinausgedrängt wurde und 1942 im Ghetto Theresienstadt ermordet wurde.
Auf dem Jüdischen Friedhof An der Strangriede finden sich mehrere Ehrengräber für die Vorsteher der Jüdischen Gemeinde Hannover, neben Julius Kauffmann und Isaac Hirsch auch für Simon Katz.